# انتخابات الرئاسة الفرنسية 1953
انتخابات الرئاسة الفرنسية 1953 هي انتخابات رئاسية فرنسية التي جرت في 23 ديسمبر 1953، في فرنسا، لانتخاب رئيس الجمهورية الفرنسية، فاز بالانتخابات رينيه كوتي.